# Larisa Sinelshchikova
Larisa ou Larissa Sinelshchikova (russe : Лариса Васильевна Синельщикова), née le 10 février 1963 à Psebaï, dans le kraï de Krasnodar, est une directrice et productrice de télévision russe. Elle est membre de l'Académie russe de la télévision depuis 1998. Elle a été lauréate TEFI,.

## Biographie

### Études
En 1984, Larisa est diplômée de l'Académie russe des arts du théâtre (GITIS).

### Carrière dans la télévision
Au cours d’avril 1993 à janvier 1998, Larisa est vice-présidente de la grande chaîne de télévision russe TV-6.
D’avril 1998 jusque dans les années 2000, elle a été Présidente et directrice générale de la société de production de télévision russe VID.
Puis, de 2000 à 2007, elle a occupé le poste de Présidente du Conseil d'administration de VID.

### Krasny Kvadrat
Le 24 juillet 2007, Larisa Sinelshchikova a fondé et devient la seule gérante de Krasny Kvadrat (Carré Rouge, en russe : Красный квадрат). Il s’agit de la première production de contenu russe comprenant la production de formats originaux de télévision, la distribution de droits d'auteur et le placement de produits.
En mai 2009, Krasny Kvadrat a organisé, notamment, Le Concours Eurovision de la chanson 2009 à Moscou, Russie.
De 2007 à 2014, Larisa Sinelshchikova a été la productrice des émissions de télévision Golos (la version russe de l'émission musicale The Voice), The Voice Kids (Russie), Fabrika Zvezd (version russe de Star Academy), Minuta Slavy (version russe de Got Talent), Projectorparishilton, Strictly Come Dancing (Russie), Main Scene (version russe de X Factor) et Big Difference (série télévisée d'humour et de divertissement russe).
Selon le rapport KVG Media, en 2012, Krasny Kvadrat est devenu la plus grande production russe de contenu télévisé et a produit plus de contenu télévisé que ses concurrents en Russie, soit 1159 heures.
En avril 2014, Larisa Sinelshchikova a cédé sa participation de 51 pour cent dans le capital de Krasny Kvadrat au magnat Russe Arkadi Rotenberg (N° 385 sur la liste établie par Forbes recensant les milliardaires dans le monde avec une patrimoine de 4 milliards de dollars, ainsi que ses principaux actifs dans la construction, les pipelines et la banque.)
En juin 2015, Arkadi Rotenberg a finalisé la cession de la société Krasny Kvadrat en achetant à Larisa Sinelshchikova sa participation restante de 49 pour cent dans le capital de la société,,,.

## Récompenses
Larisa Sinelshchikova a obtenu de nombreuses récompenses pour sa contribution dans le développement des médias en Russie.
Récompenses d’État :
- Médaille de l'Ordre « Pour le Mérite à la Patrie » II classe Civil en date du 27 novembre 2006, pour sa contribution exceptionnelle au développement de la télévision nationale russe et pour ses nombreuses années d'activité fructueuse.
- Médaille de l'Ordre « Pour le Mérite à la Patrie » I classe Civil en date du 23 avril 2008 pour sa contribution au développement de la télévision nationale russe et de la société civile en Russie.

Récompenses professionnelles :
- Prix TEFI : 2009 - Productrice de télévision, Concours Eurovision de la chanson 2009, Moscou, Russie[10].
- Prix national Olympia pour la reconnaissance publique des réalisations féminines de l'Académie russe des entreprises et de l'entrepreneuriat, en date du 2 mars 2007.

## Vie privée
Larisa Sinelshchikova a une fille Anastasia Sinelshchikova (Rudskaya) (née en 1983), et un fils Igor Sinelshchikov (Zheltonogov) (né en 1985).
Durant les années 1998 à 2010, Larisa Sinelshchikova a été la maîtresse du Constantin Ernst, directeur général de la Pervyï Kanal. Contrairement aux allégations qui ont pu être faites dans certains médias russes, ils n’ont jamais été officiellement mariés.